# Sainte-Thorette
Sainte-Thorette è un comune francese di 488 abitanti situato nel dipartimento del Cher, nella regione del Centro-Valle della Loira.

## Società

### Evoluzione demografica
Abitanti censiti